# Chaetopteryx gonospina
Chaetopteryx gonospina là một loài Trichoptera trong họ Limnephilidae. Chúng phân bố ở miền Cổ bắc.